# Pyrgauchenia jugulata
Pyrgauchenia jugulata är en insektsart som beskrevs av Buckton. Pyrgauchenia jugulata ingår i släktet Pyrgauchenia och familjen hornstritar. Inga underarter finns listade i Catalogue of Life.